# Œcus
L'œcus (du grec ancien οἶϰος, « appartement, chambre, salle à manger ») est une pièce de la maison romaine équivalant à un salon ; elle se trouve généralement entre l'atrium et un péristyle donnant sur un jardin. On l'identifie comme un salon dans les fouilles archéologiques de maison romaine en raison de ses dimensions plus amples que les chambres à coucher et de la présence d'une décoration intérieure soignée. Ce salon servait parfois, en raison de sa taille, de triclinium pour les banquets.
Vitruve donne une description des différents types d'œcus. Lorsque l'œcus était très grand, il était nécessaire de supporter le plafond à l'aide de colonnes. Vitruve donne l'exemple de l’œcus tetrastyle qui avait quatre colonnes au centre ou de l’œcus corinthien qui comportait une rangée de colonnes de chaque côté, de sorte que la pièce était divisée en une nef centrale, voûtée en berceau, flanquée de deux bas-côtés.